# 释身振
释身振（1970年—），男，汉族，重庆人，中华人民共和国佛教僧人，中国佛教协会副秘书长，第十二届全国人民代表大会重庆地区代表。

## 生平
毕业于中国佛学院佛学研究专业。2013年，担任全国人大代表。2018年2月24日，当选为第十三届全国人大代表。